# Cotoneaster pannosus
Cotoneaster pannosus är en rosväxtart som beskrevs av Adrien René Franchet. Cotoneaster pannosus ingår i släktet oxbär, och familjen rosväxter. Utöver nominatformen finns också underarten C. p. robustior.

## Bildgalleri

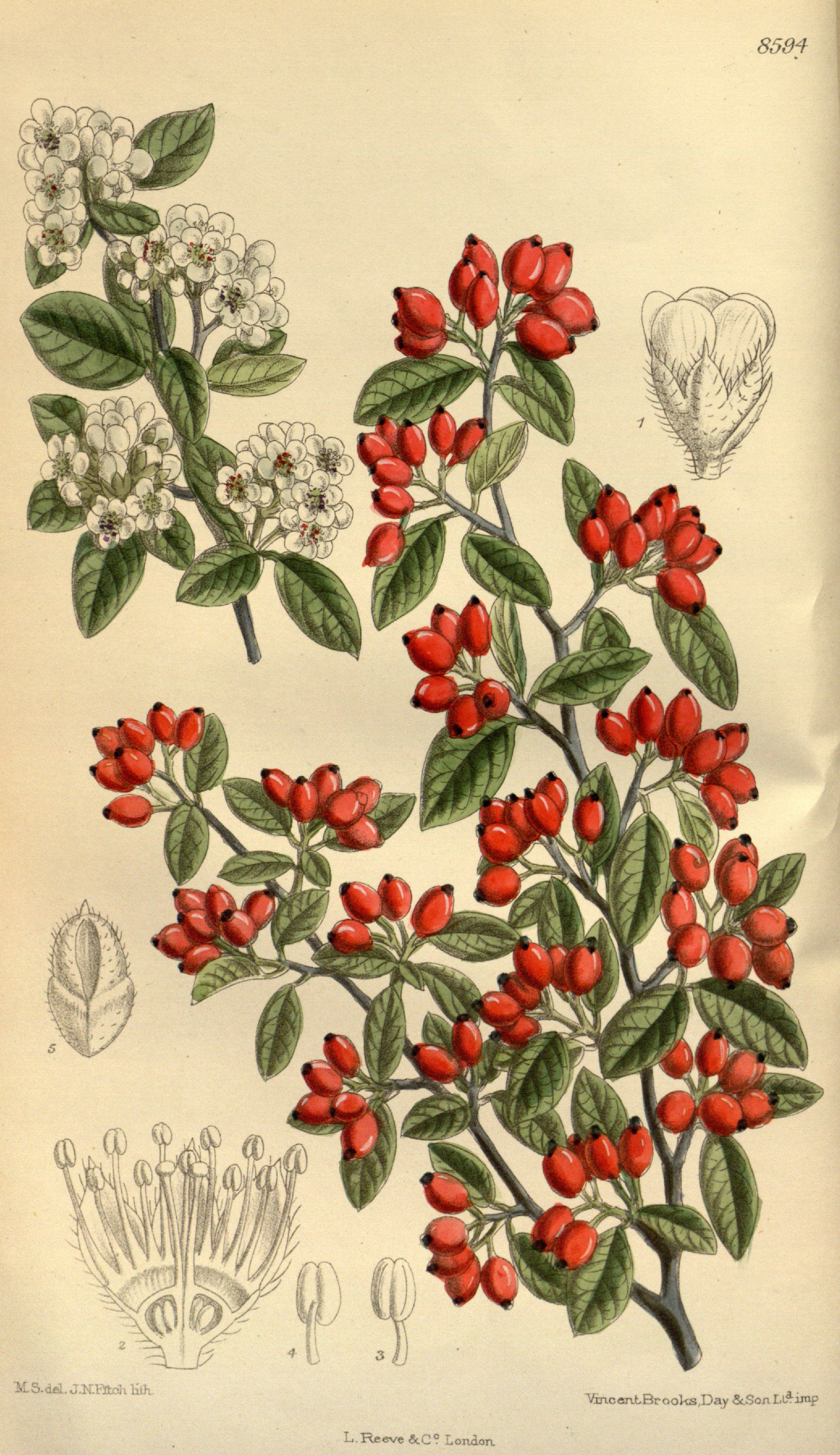
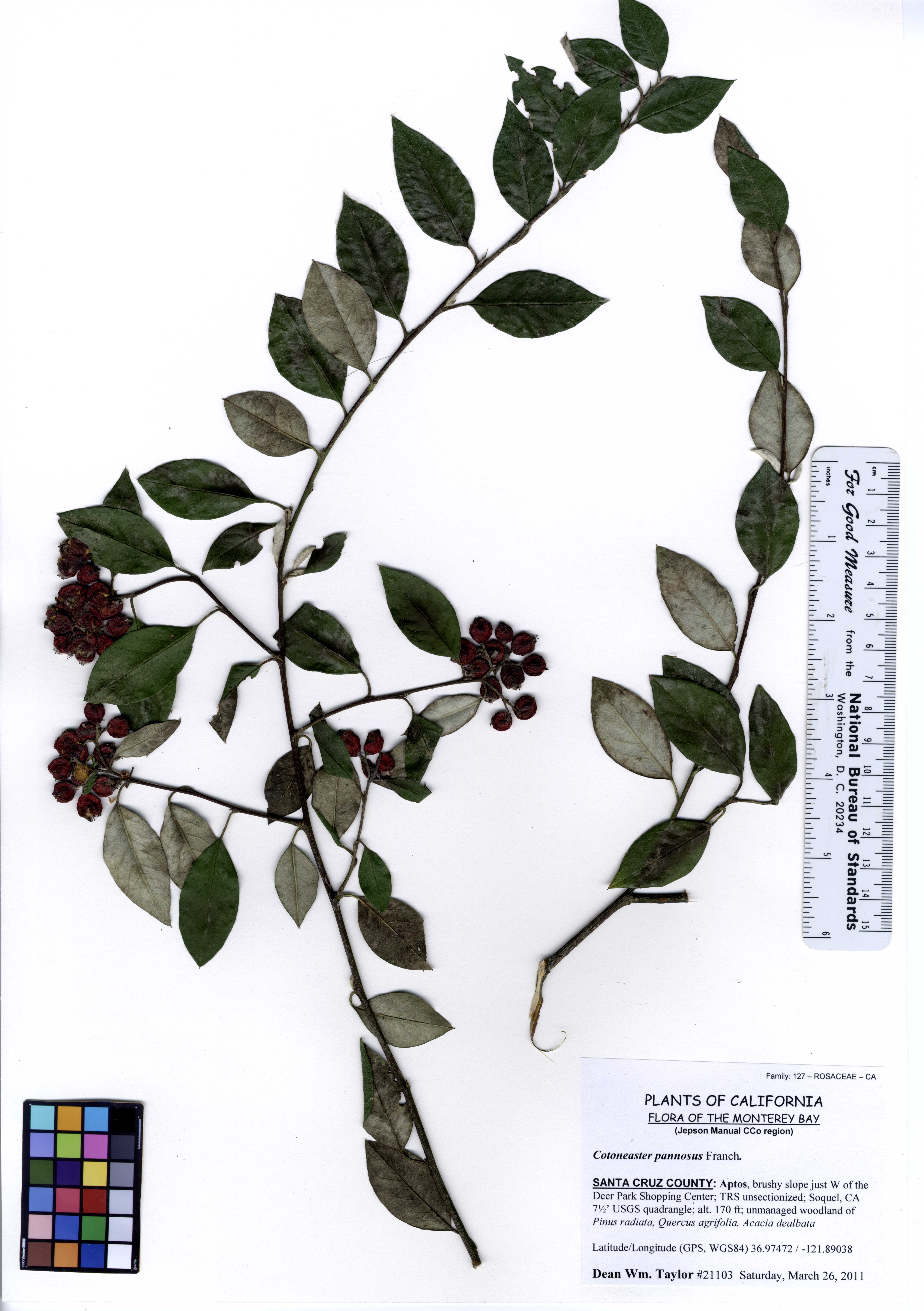
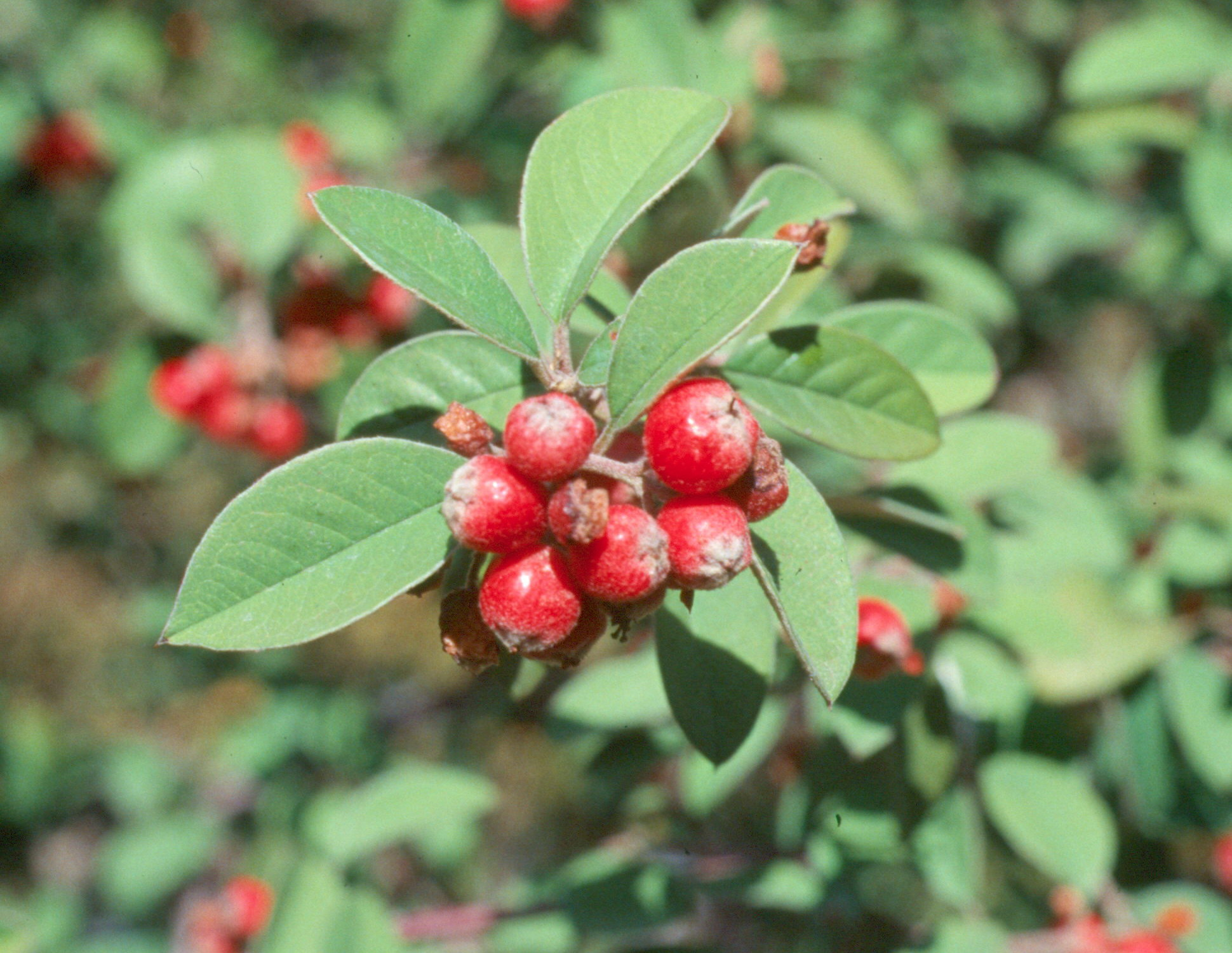
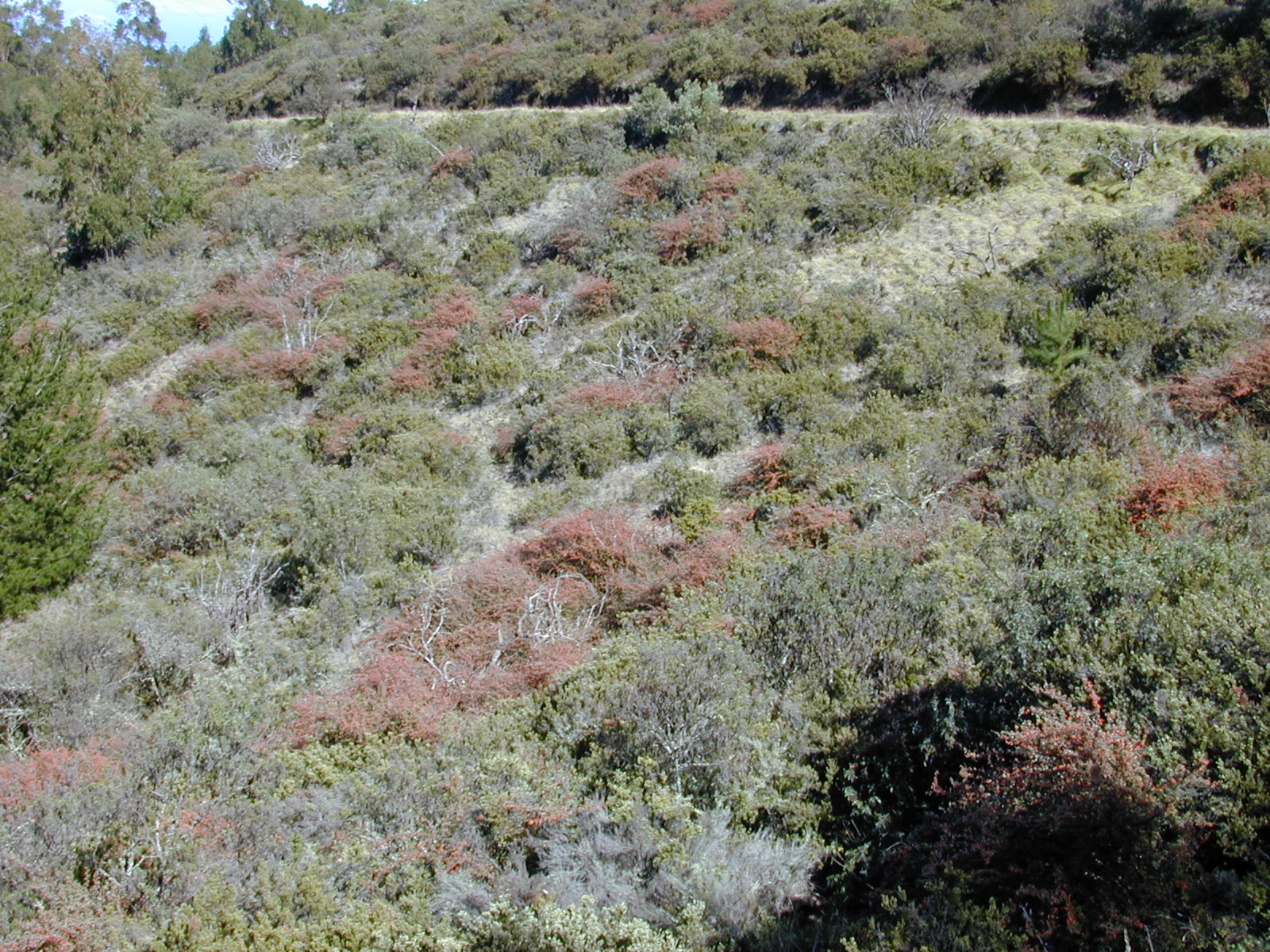
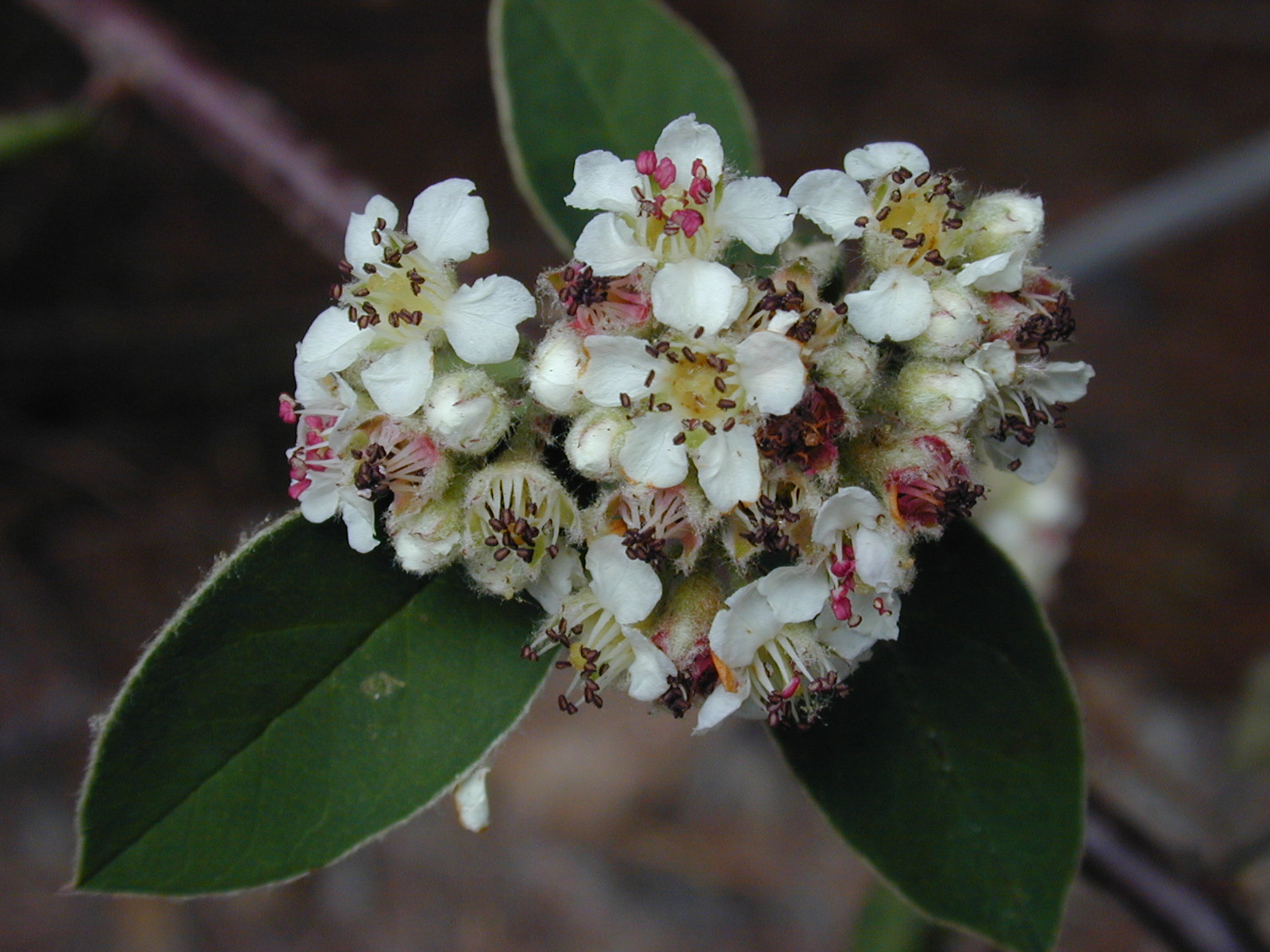
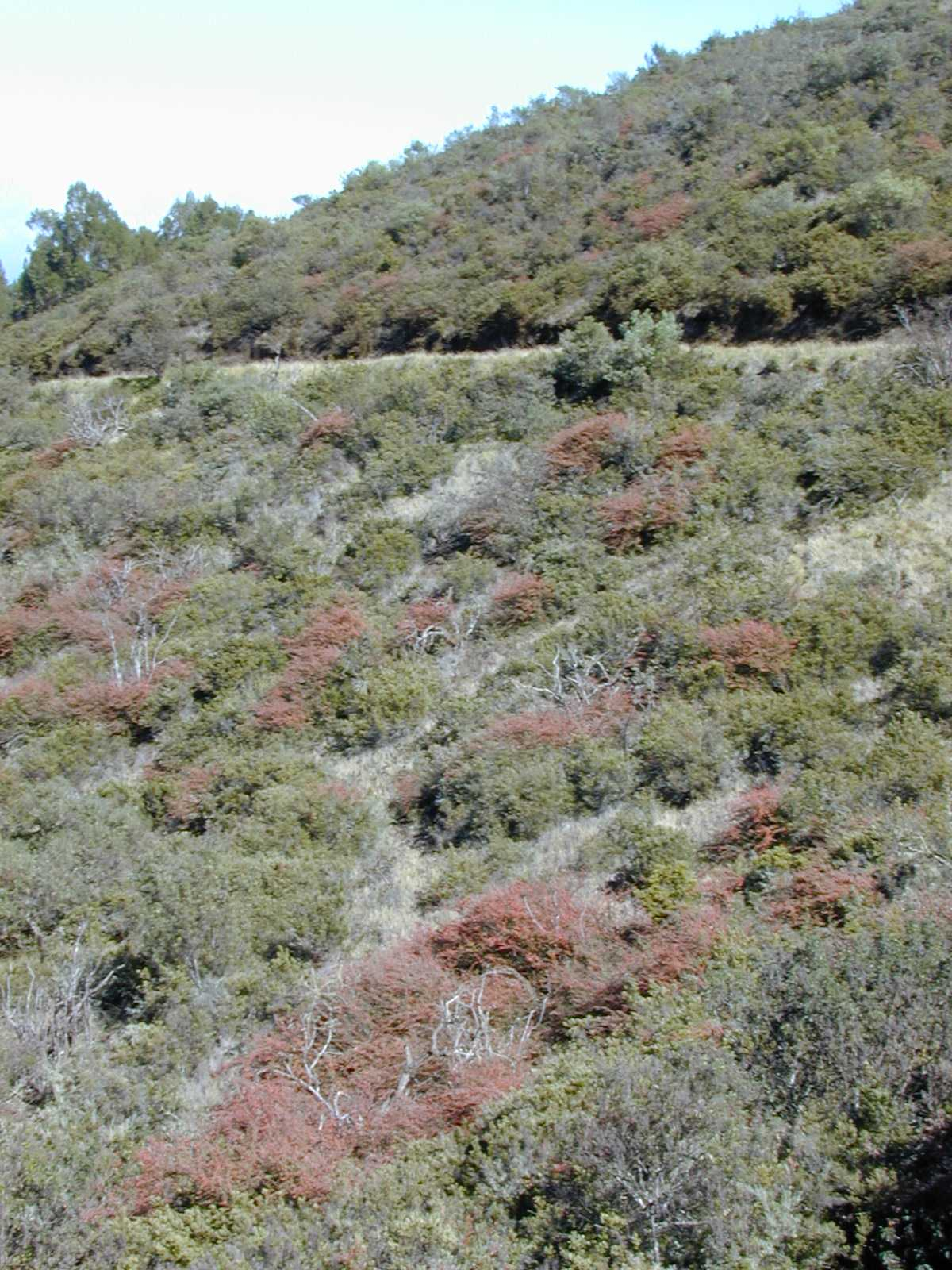